# Alan Christie
Alan Christie, född 14 juni 1905, död 9 januari 2002, var en friidrottare från Kanada. Han deltog vid olympiska sommarspelen 1924.